# Joseph Claude Rougemont
Joseph Claudius de Rougemont (* 10. Dezember 1756 in St. Domingo; † 28. März 1818 in Köln) war Professor der Medizin an der alten Universität in Bonn.

## Leben
Rougemont wurde 1756 in St. Domingo auf der damals französischen Kolonie Haiti geboren. Seit 1764 ging er in Dijon zur Schule. Ab 1772 studierte er zunächst dort und ab 1774 in Paris Medizin. Hier war er ein Schüler von Dessault, dem Begründer der klinischen Chirurgie. Nachdem Rougemont seine Studien 1778 mit Auszeichnung abgeschlossen hatte, assistierte er Dessault bis 1781 als „Demonstratör“ der Anatomie und Chirurgie. Seit 1781 war er in derselben Funktion für die Fächer Anatomie und Chirurgie am Militär-Spital zu Brest (Finistère) angestellt.
Der Kölner Kurfürst Maximilian Friedrich von Königsegg-Rothenfels nahm ihn 1783 als seinen Leibarzt an. Zur gleichen Zeit berief ihn der kurkölnische Premierminister Graf Caspar Anton von Belderbusch an die kurfürstliche Akademie zu Bonn, aus der 1786 die Bonner Universität entstand. Dort bekleidete er den Lehrstuhl für Anatomie, chirurgische Operationen und Geburtshilfe.
Seit 1787 war er Mitglied der Bonner Lesegesellschaft, die sich die Verbreitung der Aufklärung zum Ziel gesetzt hatte.
1790 erhielt er von der königlichen Sozietät der Ärzte in Paris den 1. Preis für seine Abhandlung auf die Preisfrage, ob es Erbkrankheiten gebe und wie ihnen zuvorzukommen sei. Bekannt wurde er durch seine wissenschaftliche Beschreibung der Tollwut im Jahr 1798. Damit bekämpfte er auch den teilweise verbreiteten Glauben, die Gebissenen würden sich in sogenannte Werwölfe verwandeln.
Vier Jahre nach dem Einmarsch der Franzosen in Bonn forderten sie 1798 den Eid der Professoren auf die Französische Republik, den Rougemont aber verweigerte. Danach zog er nach Köln um, wo er bis zu seinem Tod 1818 als praktischer Arzt tätig war. Die Familiengrabstätte befindet sich auf dem Kölner Melaten-Friedhof.

## Schriften
- Etwas über die Kleidertracht, in soferne sie der Gesundheit schädlich seyn kann, nebst einigen anatomischen und chirurgischen Beobachtungen, Bonn 1786.
- Traité des hernies, traduit de l’allemand de Mr. Richter, avec des notes & additions par Mr. Rougemont, Bonn 1787.
- Bibliotheque de Chirurgie du Nord, Tome I, 2 Bände, Bonn 1788 und 1789.
- Etwas über die schädliche Wirkung der gewaltsamen Anstrengung der Kräfte, Bonn 1789.
- Rede über die Zergliederungskunst, bei der Eröffnung des neuen anatomischen Gebäudes, Bonn 1789.